# Газовый каротаж
Газовый каротаж — метод измерения, позволяющий определить количество углеводородных газов, поступающих в глинистый раствор при бурении скважины.
Результаты газового каротажа позволяют выделить газонасыщенные пласты. Идея метода была выдвинута М. В. Абрамовичем, а его первоначальная разработка произведена М. И. Бальзамовым и В. А. Соколовым.
Для отбора газа из циркулирующего по скважине глинистого раствора применяют дегазаторы. Содержание газа определяют газоанализатором путём извлечения газа и определения его количества. При бурении скважин с отбором керна газовый каротаж может быть проведен и по кернам.
При газовом каротаже содержание тяжёлых углеводородов определяется раздельно от общего количества углеводородных газов. При проходке пластов с нефтью преобладают тяжёлые углеводороды. При истолковании газокаротажных диаграмм необходимо учитывать ряд факторов, от которых зависят показания диаграммы, например: скорость проходки скважины, скорость циркуляции глинистого раствора и качество его, наличие помех и прочие.